# Esófago
O esófago (português europeu) ou esôfago (português brasileiro) é um canal que conduz o alimento até o estômago. O esôfago é um conduto musculoso de contrações involuntárias, controladas pelo sistema nervoso autônomo, que, dando continuidade ao trabalho da faringe, levam o alimento até o estômago.
Suas contrações através dos movimentos peristálticos fazem com que o bolo alimentar avance até ao estômago (em 2 segundos, aproximadamente), mesmo que se esteja de cabeça para baixo.

## Histologia
É revestido por epitélio estratificado pavimentoso não queratinizado e/ou parcialmente queratinizado, segundo a zona de localização na mucosa esofágica e a natureza da dieta alimentar, que é protegido por muco de glândulas mucosas menores situadas na parede do órgão.
Ele está divido em 3 partes: uma proximal, uma média e outra distal. Na parte proximal as fibras musculares são na sua maioria estriadas esqueléticas, já na sua parte distal, na proximidade do estômago todas as fibras são musculares lisas.
É composto por 4 camadas: uma mucosa, uma submucosa, outra muscular e externamente uma adventícia.
A camada mucosa é composta por um revestimento epitelial pavimentoso estratificado, uma lâmina própria de tecido conjuntivo.
A camada submucosa contém pequenas glândulas que lançam suas secreções em direção à luz do esôfago. Essa secreção contém substâncias as quais combatem os agentes infecciosos do meio externo.
A camada muscular se divide em externa e interna.

## Doenças do esôfago
O câncer de esôfago tem atingido endemicamente algumas regiões do mundo, tendo como principais causas o consumo de álcool e cigarro, a deficiência de vitaminas (A,C,B) ou de oligoelementos (Zn e Mo), contaminação de alimentos por fungos, o hábito de ingerir bebidas quentes (chimarrão, café) e o refluxo gastroesofágico, onde ácidos do estômago e sucos biliares atingem continuamente o esôfago. Preventivamente, a pessoa com refluxo gastroesofágico pode, a critério, ser submetido a um tratamento clínico com medicamentos a longo prazo ou ao tratamento cirúrgico. Quando o paciente já apresenta alterações cabulosas do epitélio, caracterizadas como câncer de esôfago, o tratamento curativo é a esofagectomia.
Outra possível patologia de quem possui doença do refluxo gastroesofágico é o esôfago de Barrett onde o epitélio esofágico acaba por sofrer uma metaplasia para tecido intestinal, caso o estresse causado pela acidez do refluxo permaneçam, é possível que essa metaplasia evolua para uma neoplasia esofágica.

## Vascularização
A porção cérvico-torácica do esôfago é suprida pelas artérias tireoidianas inferiores, através de ramos ascendentes e descendentes. As artérias bronquiais e esofágicas, ramos diretos da parte torácica da aorta, também são responsáveis por parte do suprimento sanguíneo esofágico.
As artérias gástrica esquerda e artéria frênica inferior esquerda fazem a vascularização arterial da porção abdominal do esôfago.

## Em outros animais
Na maioria dos peixes, o esófago é extremamente curto, devido principalmente ao comprimento da faringe (que está associado com as guelras). No entanto, alguns peixes, incluindo a lampreia, quimeras, e peixes pulmonados, não têm qualquer estômago verdadeiro, de modo que o esófago corre de forma eficaz a partir da faringe diretamente para o intestino, e é, portanto, um pouco mais longo.
Em tetrápodes, a faringe é muito mais curta, e o esófago correspondentemente mais longo, do que em peixes. Em anfíbios, tubarões e raias, o epitélio esofágico é ciliado, ajudando a lavar o alimento junto, além da ação do peristaltismo muscular. Na maioria dos vertebrados, o esófago é simplesmente um tubo de ligação, mas, em aves, que se estende para a extremidade inferior de modo a formar uma cabo para a armazenagem de alimentos antes de entrar no verdadeiro estômago.
Uma estrutura com o mesmo nome, é frequentemente encontrada em invertebrados, incluindo moluscos e artrópodes, que liga a cavidade oral com o estômago.